# Општина Јајце
Јајце је општина у Средњобосанском кантону, у Федерацији БиХ. Сједиште општине је у граду Јајцу.
Кроз општину протичу ријеке Плива и Врбас.

## Становништво
По посљедњем службеном попису становништва из 1991. године, општина Јајце је имала 45.007 становника, распоређених у 62 насељена мјеста.
| Становништво општине Јајце |                 |                 |                 |
| година пописа              | 1991.           | 1981.           | 1971.           |
| Муслимани                  | 17.380 (38,61%) | 15.145 (36,76%) | 14.001 (40,00%) |
| Хрвати                     | 15.811 (35,13%) | 14.418 (34,99%) | 12.376 (35,35%) |
| Срби                       | 8.663 (19,24%)  | 7.954 (19,30%)  | 8.132 (23,23%)  |
| Југословени                | 2.496 (5,54%)   | 2.973 (7,21%)   | 208 (0,59%)     |
| остали и непознато         | 657 (1,45%)     | 707 (1,71%)     | 285 (0,81%)     |
| укупно                     | 45.007          | 41.197          | 35.002          |

У границама данашњих општина национални састав 1991. године је био сљедећи:
а) општина Јајце (са дијелом општине Мркоњић Град који је припао Федерацији БиХ) — 44.108 укупно:
- Муслимани — 17.615 (39,93)
- Хрвати — 15.811 (35,84)
- Срби — 7.582 (17,18)
- Југословени — 2.462 (5,58)
- остали — 638 (1,47)

б) општина Језеро (Јајце, РС) — 1.957 укупно:
- Срби — 1.082 (55,28)
- Муслимани — 695 (35,51)
- Хрвати — 120 (6,13)
- Југословени — 36 (1,83)
- остали — 24 (1,25)

## Насељена мјеста
Послије потписивања Дејтонског споразума највећи дио Општине Јајце ушао је у састав Федерације БиХ. У састав Републике Српске ушла су насељена мјеста: Борци, Черказовићи, Ђумезлије, Језеро, Ковачевац, Љољићи и Перућица, те дијелови насељених мјеста: Барево, Дренов До и Присоје. Од овог подручја формирана је општина Језеро.
Баре, Барево, Бавар, Биоковина, Бистрица, Божиковац, Бравнице, Брванци, Бучићи, Булићи, Винац, Врбица, Вукичевци, Горњи Бешпељ, Грабанта, Грдово, Дивичани, Догани, Доњи Бешпељ, Дорибаба, Дренов До, Дубраве, Жаовине, Здаљевац, Ипота, Јајце, Каменице, Карићи, Касуми, Климента, Кокићи, Крезлук, Крушчица, Купрешани, Лендићи, Лучина, Лупница, Магаровци, Миле, Ператовци, Подлипци, Подмилачје, Присоје, Пруди, Пшеник, Рика, Селиште, Сеоци, Смионица, Старе Куће, Ћусине, Царево Поље, Цвитовић, Шерићи и Шибеница.